# Dover (Nova Jersey)
Dover és una població dels Estats Units a l'estat de Nova Jersey. Segons el cens del 2007 tenia 17.997 habitants.

## Demografia
Segons el cens del 2000, Dover tenia 18.188 habitants, 5.436 habitatges, i 3.919 famílies. La densitat de població era de 2.620,3 habitants/km².
Dels 5.436 habitatges en un 35,7% hi vivien nens de menys de 18 anys, en un 50,2% hi vivien parelles casades, en un 13,5% dones solteres, i en un 27,9% no eren unitats familiars. En el 21,3% dels habitatges hi vivien persones soles el 8,7% de les quals corresponia a persones de 65 anys o més que vivien soles. El nombre mitjà de persones vivint en cada habitatge era de 3,29 i el nombre mitjà de persones que vivien en cada família era de 3,55.
Per edats la població es repartia de la següent manera: un 23,2% tenia menys de 18 anys, un 10,5% entre 18 i 24, un 36% entre 25 i 44, un 19,8% de 45 a 60 i un 10,6% 65 anys o més.
L'edat mediana era de 34 anys. Per cada 100 dones de 18 o més anys hi havia 106,7 homes.
La renda mediana per habitatge era de 53.423 $ i la renda mediana per família de 57.141 $. Els homes tenien una renda mediana de 31.320 $ mentre que les dones 27.413 $. La renda per capita de la població era de 18.056 $. Aproximadament el 8,2% de les famílies i el 13,4% de la població estaven per davall del llindar de pobresa.

## Poblacions més properes
El següent diagrama mostra les poblacions més properes.